# Death Horizon
『Death Horizon』（デスホライズン）は、Dream Dev Studio VRが開発したモバイル向けバーチャル・リアリティー（VR）ファーストパーソン・シューティングゲーム。
Samsung Gear VR版は2017年9月21日に発売され、続いてOculus Go、Google Daydream、Xiaomi Mi VR、VR Cinema、Pico版が発売された。Gear VRで発売されてから、20日間有料ゲームの1位にとどまった。2019年9月28日に、Oculus Questデバイス向けにアップデートされた特別リメイク版『デスホライズン: リーロード』（Death Horizon: Reloaded）が発売された。

## プロット
ホライゾン研究所に保管されていたT12ウイルスが漏洩し、全職員がゾンビに変貌し研究所は廃墟と化した。プレイヤーは、ウイルスが世界中に広がるのを防ぐためにホールに潜む感染したモンスターを一匹残らず破壊しなければならない。

## ゲームプレイ
本作は、古典的なアーケードゾンビシューティングにVRデバイスでのみ体感できる深い没入感と激しさを組み合わせている。
プレイヤーは、ホライゾン研究センターに配置された無名の兵士として始まる。最初に使える武器は弾薬が無限のAR15である。その後、プレイヤーはポンプショットガンや重機関銃などの他の武器を見つける。
ゲームは研究施設の地下21階から始まる。プレイヤーの最初の目的である合流地点でアルファチームと合流することは不可能であることが判明した。
プレイヤーは歩く屍、ゾンビ犬、有毒なゾンビミュータントで一杯のホールを駆け抜けると、アルファチームが最後の抵抗をした場所を見つける。
施設を出る前に、研究室のはるか下にあるメインリアクターを無効にしなければならない。

## マルチプレイヤーモード
ゲームはまた、ウェーブ式で襲ってくる敵と対峙するサバイバルモードを搭載している。プレイヤーは、友達、ランダムなパートナー、またはボットとチームを組んで協力アクションを行える。このモードでは、様々な武器と新たな敵が大量に登場する。

## 開発
Death Horizonは、ロンドンを拠点とする企業「Dream Dev Studio VR」によって開発された。
本作はVR専用に設計されており、Gear VR、Oculus Go、Google Daydream、Xiaomi MiVRで利用できる。
Oculus Quest、PlayStation VR、Oculus Rift、HTC Vive、Pico版の開発も進行中である。
このゲームは、中国でのMiVR発売に向けたプレゼンテーションリールの一部として使用された。

## デスホライズン: リーロード
2019年9月28日に、Oculus Questデバイス向けにアップデートされた特別リメイク版『デスホライズン: リーロード』が発売された。
ゲームのストーリーは、オリジナルパートの出来事からしばらく経った後に展開する。今回のゲーム開始時には、主人公のストーリーや旅路は明かされない。謎の声がホライゾン研究ステーションのCCTVシステムを通じて主人公とのつながりを維持しつつプレイヤーを誘導する。
最初は、その声はプレーヤーを助けるが、その後妨害し始める。物語のフィナーレでは、プレイヤーは謎の敵と出会い、主人公の秘密を知ることになる。
プレイヤーはゲーム内を自由に移動でき、ステージをクリアするための独自の方法を選択できる。2つのOculus Questコントローラーを活用して両手でアイテムや武器を操作したり、さまざまなパイプ、ケーブル、はしごを伝って移動したり、ドアを開けたりできる。2つのコントローラーの原理は戦闘で積極的に使用され、プレイヤーは片手でケーブルをつかみながらもう片方の手での射撃、ショットガンの両手でのリロード、爆発物の投擲を行える。グラフィックもアップデートされ、ゲームゾーンが作り直され、ストーリークリアまでの時間も長くなっている。
『デスホライズン: リーロード』の協力プレイモードは2020年9月にリリースされた。

## 評価
有名なゲーム開発者のジョン・カーマックは、彼のFacebookページでゲームの詳細なレビューを行った。